# Dinapsolin
Dinapsolin je lek koji je razvijen za treatman Parkinsonove bolesti. On deluje kao selektivni puni agonist dopaminskog D1 receptora.

## Spoljašnje veze
|  | Molimo Vas, obratite pažnju na važno upozorenje u vezi sa temama iz oblasti medicine (zdravlja). |